# Chaque chose en son temps
Pour plus de détails, voir Fiche technique et Distribution.
Chaque chose en son temps (The Family Way) est un film britannique, sorti en 1966, réalisé par Roy Boulting et produit en collaboration de son frère jumeau John.

## Synopsis
Après le mariage de Jenny Piper et d'Arthur Fitton, une réception se déroule dans un pub local. Le couple retourne à la maison des Fitton pour passer sa première nuit ensemble, avant de partir pour une lune de miel à Majorque. Mais ils trouvent le père d'Arthur, Ezra, ivre avec des invités de la fête dans le salon. Arthur se dispute avec Ezra, qui ne comprend pas le plaisir de lecture et de musique de son fils. Après une soirée tendue, les jeunes mariés se retirent finalement. Mais leur lit s'effondre à la suite d'une blague. Jenny en rit, mais Arthur imagine qu'elle rit de lui et n'est pas capable de consommer son mariage. Arthur assure à Jenny que tout va bien se passer à Majorque, mais le lendemain, le couple découvre que l'agent de voyage qui leur a vendu les billets s'est enfui avec l'argent. 
Incapables d'avoir leur propre maison, Jenny et Arthur doivent continuer à vivre dans la maison bondée des Fitton avec les parents d'Arthur et son frère Geoffrey, où le manque d'intimité exacerbe l'inconfort d'Arthur. Les jours passent et la tension entre les deux jeunes époux est constante, d'autant plus qu'Arthur travaille de nuit comme projectionniste et que Jenny travaille de jour. Jenny commence à sortir avec Geoffrey, qui lui fait des avances. À la demande de Jenny, Arthur voit un conseiller conjugal, mais ce qu'il raconte est entendu par une commère du village qui répand l'histoire. Finalement, Jenny se confie à sa mère et les parents de Jenny visitent les parents d'Arthur pour en parler. Lucy rappelle aux Pipers comment Ezra a pris Billy, son ami d'enfance, avec eux lors de leur lune de miel et qu'il a passé plus de son temps avec Billy qu'avec elle. Jenny se confie également à son oncle Fred qui lui répond que le problème d'Arthur serait probablement résolu si elle et Arthur vivaient dans leur propre maison plutôt que chez le père d'Arthur. Lorsque Joe Thompson, au courant des commérages, se moque d'Arthur et se propose pour satisfaire les besoins matrimoniaux de Jenny, un Arthur enragé le frappe, puis rentre chez lui pour réprimander Jenny pour avoir divulgué leurs affaires privées. Arthur et Jenny se querellent, mais cela mène finalement au sexe, ce qui est entendu par des commères présentes dans le jardin sous la fenêtre ouverte d'Arthur. 
Le couple découvre alors que l'Association des agents de voyages britanniques les rembourse et ils se préparent à une lune de miel tardive à Blackpool. Avant leur départ, Arthur, encouragé par sa mère, demande à son père de l'aide pour verser un acompte sur une maison. Ezra accepte, désireux de construire une meilleure relation avec Arthur.

## Fiche technique
- Titre original : The Family Way
- Titres provisoires : Wedlocked et All in Good Times[1]
- Titre français : Chaque chose en son temps
- Réalisation : Roy Boulting
- Scénario : William Naughton, d'après sa pièce All in Good Times
- Direction artistique : Alan Withy
- Costumes : Cynthia Tingey
- Photographie : Harry Waxman
- Son : David Bowen, John Aldred
- Montage : Ernest Hosler
- Musique : Paul McCartney, George Martin
- Production : John Boulting, Roy Boulting
- Société de production : Jambox
- Société de distribution : British Lion Film Corporation
- Pays d'origine :  Royaume-Uni
- Langue originale : anglais
- Format : couleur (Eastmancolor) — 35 mm — son mono
- Genre : Comédie dramatique
- Durée : 115 minutes
- Dates de sortie :
  - Royaume-Uni : 18 décembre 1966
  - États-Unis : 28 juin 1967
  - France : 10 janvier 1968
- Affiche : Raymond Elseviers (Belgique)

## Distribution
- Hayley Mills : Jenny Piper
- Avril Angers : Liz Piper
- John Comer : Leslie Piper
- Wilfred Pickles : Oncle Fred
- John Mills : Ezra Fitton
- Marjorie Rhodes : Lucy Fitton
- Hywel Bennett : Arthur Fitton
- Murray Head : Geoffrey Fitton
- Barry Foster : Joe Thompson
- Liz Fraser : Molly Thompson
- Andy Bradford : Eddie
- Thorley Walters : le vicaire

## Bande originale
- The Family Way